# Julio Salinas
Julio Salinas Fernández (Bilbao, Vizcaya, 11 de septiembre de 1962) es un exfutbolista español que jugaba como delantero. Su hermano es el también exfutbolista Patxi Salinas. Colabora con diferentes medios de comunicación como Tablero deportivo de Radio Nacional de España, RAC1, TVE, TV3 o Mundo Deportivo.

## Trayectoria
Se formó en la cantera del Athletic Club y debutó en Segunda División B con el Bilbao Athletic al final de la campaña 1980-81. En la temporada 1982-83 integró la plantilla que consiguió el campeonato del grupo I de la categoría y el ascenso a la Segunda División. Además, debutó con el Athletic Club en Primera División el 3 de octubre de 1982 en un partido contra el Real Zaragoza disputado en el estadio de La Romareda que finalizó con el resultado de 2-1. Durante ese mismo curso jugó otros seis partidos con el primer equipo y logró anotar su primer gol en la máxima categoría en la jornada 30 ante el R. C. Celta de Vigo. En la temporada 1983-84 fue subcampeón de Segunda División con el Bilbao Athletic y máximo goleador de la categoría, con veintitrés tantos, por lo que fue galardonado con el Trofeo Pichichi por el diario Marca.
A partir de la campaña 1984-85 pasó a integrar definitivamente la plantilla del Athletic Club, con el que consiguió anotar doce goles en cincuenta y cinco partidos repartidos en dos temporadas. En 1986 fichó por el Club Atlético de Madrid, donde anotó treinta y un goles en las dos campañas que disputó. En 1988 fue traspasado al F. C. Barcelona; en su primera temporada anotó veinte goles, además de marcar el primer tanto de su equipo en la final de la Recopa de Europa frente a la U. C. Sampdoria, celebrada en Berna. En la campaña 1989-90 marcó quince goles y el segundo gol de la victoria en la final de la Copa del Rey frente al Real Madrid C. F. En la temporada 1990-91 ganó su tercer título de Liga y anotó once goles. A partir de esa campaña jugó cincuenta y dos encuentros repartidos en sus tres últimos años como jugador del Barcelona. No obstante, fue titular en la final de la Copa de Europa de 1992, que el Barcelona ganó en el estadio de Wembley por 1-0 también ante la Sampdoria.
Después de jugar en el Barcelona fichó por el R. C. Deportivo de La Coruña, con quien consiguió un subcampeonato de Liga y una Copa del Rey. Un año después fue contratado por el Real Sporting de Gijón, con el equipo gijonés jugó dos temporadas en las que disputó cincuenta y cuatro partidos de Liga y marcó veinticuatro goles hasta que en enero de 1997 se desvinculó del conjunto asturiano y se marchó a jugar a la Liga japonesa con el Yokohama F. Marinos. Dos años después regresó a España para jugar en el Deportivo Alavés su última campaña completa antes de retirarse. Con este último club firmó un contrato por el cual recibía un millón de pesetas por cada gol anotado. En su última temporada en activo, la 1999-2000, disputó veintiocho encuentros de Liga, marcó ocho goles y formó parte de la plantilla del Alavés que consiguió la clasificación para la Copa de la UEFA por primera vez en su historia.

## Otras facetas profesionales
Cuando todavía era futbolista profesional del F. C. Barcelona, en 1993, Salinas debutó como presentador en Fantàstic, un espacio de actualidad futbolística que se emitía en el circuito catalán de La 2 y en el que compartía la conducción con otros cuatro compañeros en el vestuario azulgrana: José Ramón Alexanko, Eusebio Sacristán, Txiki Begiristain y Pep Guardiola. Esta incursión televisiva le fue recriminada por su entonces técnico, Johan Cruyff, que amenazó con apartarlo del equipo si no abandonaba el programa.
Tras poner fin a su carrera deportiva en 2000, comenzó a ejercer como comentarista en la televisión y la radio. Primero en Televisión Española, donde participó en las retransmisiones de los partidos de la Liga de Campeones y de la selección española; posteriormente, con motivo del Mundial 2006, fichó por La Sexta, donde formó equipo narrativo con Andrés Montes y Antonio Esteva. Paralelamente a su trabajo como comentarista, también colaboró como columnista en el diario Mundo Deportivo. Desde 2007 comenzó a participar en la empresa StarDreams, integrada también por otros deportistas y dedicada principalmente al asesoramiento a directivos y ejecutivos en la mejora del rendimiento laboral.
En 2008, participó en el concurso de baile ¡Mira quién baila!, de La 1, y en esta misma cadena realizó un cameo en la serie Pelotas. En 2010, presentó el reality show de Antena 3 Operación Momotombo.
En 2024, fue participante del programa de repostería de La 1, Bake Off: Famosos al horno junto a su hermano Patxi Salinas, Alba Carrillo, Marc Clotet o Terelu Campos entre otros.

## Selección nacional

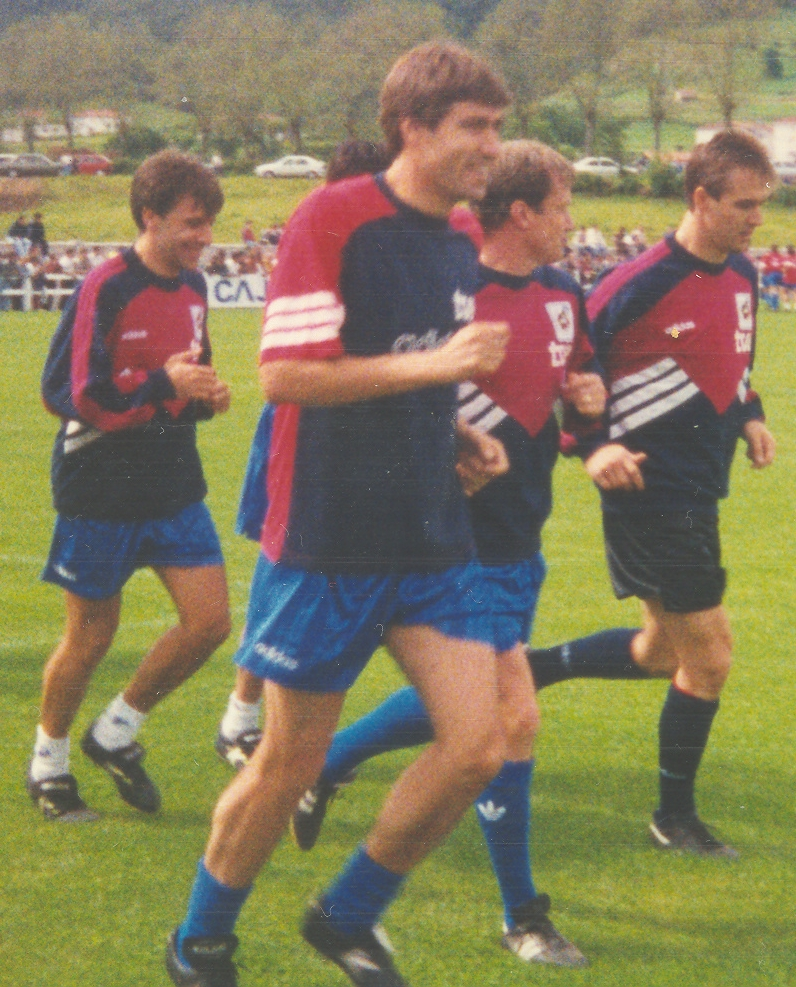
Salinas, entrenando con la selección española.

Fue internacional con España en la categoría sub-21, con la que fue subcampeón de la Eurocopa de 1984 tras perder en la final ante Inglaterra. Con la selección absoluta jugó cincuenta y seis partidos, y su debut se produjo el 22 de enero de 1986 en el partido España 2-0 Unión Soviética. Marcó un total de veintidós goles con la selección, entre ellos un hat-trick frente a Albania.

### Participaciones en Copas del Mundo
- Participó con la en la Copa Mundial de Fútbol de 1986, celebrada en México, marcando un gol ante Irlanda del Norte.
- También participó en Italia 1990 jugando tres partidos contra Corea del Sur, Bélgica y Yugoslavia, anotando un gol contra estos últimos.
- Fue seleccionado también para la Copa Mundial de Fútbol de 1994, disputada en Estados Unidos, jugando cuatro partidos contra Corea del Sur, Alemania, Bolivia e Italia, marcando un gol contra Corea del Sur.

| Mundial                        | Sede           | Resultado        |
| ------------------------------ | -------------- | ---------------- |
| Copa Mundial de Fútbol de 1986 | México         | Cuartos de final |
| Copa Mundial de Fútbol de 1990 | Italia         | Octavos de final |
| Copa Mundial de Fútbol de 1994 | Estados Unidos | Cuartos de final |

En total ha jugado doce partidos y ha marcado tres goles en tres mundiales diferentes.

## Clubes
| Club                         | País   | Año       |
| ---------------------------- | ------ | --------- |
| Bilbao Athletic              | España | 1981-1984 |
| Athletic Club                | España | 1984-1986 |
| Club Atlético de Madrid      | España | 1986-1988 |
| F. C. Barcelona              | España | 1988-1994 |
| R. C. Deportivo de La Coruña | España | 1994-1995 |
| Real Sporting de Gijón       | España | 1995-1997 |
| Yokohama F. Marinos          | Japón  | 1997-1999 |
| Deportivo Alavés             | España | 1999-2000 |

## Palmarés

### Campeonatos nacionales
| Título              | Club                   | País   | Año  |
| ------------------- | ---------------------- | ------ | ---- |
| Liga española       | Athletic Club          | España | 1983 |
| Liga española       | Athletic Club          | España | 1984 |
| Copa del Rey        | Athletic Club          | España | 1984 |
| Supercopa de España | Athletic Club          | España | 1984 |
| Copa del Rey        | F. C. Barcelona        | España | 1990 |
| Liga española       | F. C. Barcelona        | España | 1991 |
| Supercopa de España | F. C. Barcelona        | España | 1991 |
| Liga española       | F. C. Barcelona        | España | 1992 |
| Supercopa de España | F. C. Barcelona        | España | 1992 |
| Liga española       | F. C. Barcelona        | España | 1993 |
| Liga española       | F. C. Barcelona        | España | 1994 |
| Copa del Rey        | Deportivo de La Coruña | España | 1995 |

### Campeonatos internacionales
| Título              | Club            | País      | Año  |
| ------------------- | --------------- | --------- | ---- |
| Recopa de Europa    | F. C. Barcelona | Berna     | 1989 |
| Copa de Europa      | F. C. Barcelona | Londres   | 1992 |
| Supercopa de Europa | F. C. Barcelona | Barcelona | 1992 |

### Distinciones individuales
| Distinción                         | Año  |
| ---------------------------------- | ---- |
| Trofeo Pichichi (Segunda División) | 1984 |